# Branka Strbać
Branka Strbać (* 3. Juni 1972 in Novi Grad, Istrien als Brankica Drljača) ist eine ehemalige kroatische Fußballnationalspielerin, die 14 Jahre in der deutschen Bundesliga spielte.

## Karriere

### Verein
Strbać startete ihre Profikarriere 1990 mit dem ŽNK Maksimir Zagreb und wurde in ihrer ersten Saison Vizemeister in der jugoslawischen Frauenfußballliga Klubovi 1. In der Saison 1993/94 verließ sie ihr Heimatland Jugoslawien und wechselte in die Fußball-Bundesliga zum TuS Niederkirchen. Nach sieben Jahren in Niederkirchen folgte eine Saison (2000/01) beim 1. FFC Frankfurt, bevor sie zum SC Sand wechselte. Dort spielte sie fünf Jahre und kehrte im Herbst 2006 zum TuS Niederkirchen zurück, wo sie im Sommer 2008 ihre Karriere beendete. Insgesamt kam sie auf 30 Bundesligaspiele und 20 Zweitligaspiele in den höchsten deutschen Frauenfußballligen.

### Nationalmannschaft
Strbać gab ihr Länderspieldebüt für die Nationalmannschaft Kroatiens am 28. Oktober 1993 gegen die Nationalmannschaft Sloweniens. Von 1993 bis 2001 bestritt sie 15 Länderspiele, in denen sie ein Tor erzielte.